# Cerenzia
Cerenzia – miejscowość i gmina we Włoszech, w regionie Kalabria, w prowincji Krotona.
Według danych na rok 2004 gminę zamieszkiwało 1369 osób, 57 os./km².